# Condannato!
Condannato! (Convicted!) è un film del 1950 diretto da Henry Levin.

## Trama
Per un caso fortuito, Joe Hufford si ritrova coinvolto in una rissa in un locale notturno e, per legittima difesa, provoca la morte di un uomo. L'incompetenza del suo avvocato d'ufficio lo fa incarcerare per omicidio colposo, venendo condannato a 5 anni. Durante la detenzione muore il padre a cui Joe era molto affezionato. Proprio in carcere, viene chiamato come direttore George Knowland, il procuratore che si era interessato al suo caso e aveva creduto invano nella sua buonafede. Knowland prende quindi Joe sotto la propria ala, facendolo divenire il suo autista. Il giovane, in più occasioni, si trova ad accompagnare in auto in città la figlia di Knowland e, col tempo, si innamora di lei, ma il destino lo pone di nuovo nei guai coinvolgendolo in un tentativo di evasione in cui un detenuto, traditore dei compagni di evasione, viene da questi ucciso per ritorsione. Joe, avendo assistito all'omicidio, si rifiuta però di denunciare a Knowland il colpevole. Viene così rinchiuso in cella di isolamento. La sorte gioca tuttavia a favore di Joe, infatti il caso verrà chiarito quando l'omicida, tentando di uccidere una delle guardie, verrà ferito gravemente e in punto di morte confesserà la propria colpevolezza, discolpando Joe, che finalmente sarà libero.